# Wagneriana levii
Wagneriana levii là một loài nhện trong họ Araneidae.
Loài này thuộc chi Wagneriana. Wagneriana levii được miêu tả năm 1995 bởi Pinto-da-Rocha & Buckup.